# Stenucha melas
Stenucha melas är en fjärilsart som beskrevs av Dyar 1912. Stenucha melas ingår i släktet Stenucha och familjen björnspinnare. Inga underarter finns listade i Catalogue of Life.